# Погосян Давид Леванович
Давид Леванович Погосян (груз. დავით ლევანის ძე პოღოსიანი; нар. 21 серпня 1974, Горі, ГРСР) — грузинський борець вільного стилю, бронзовий призер чемпіонату світу, дворазовий чемпіон Європи, учасник двох Олімпійських ігор.

## Життєпис
Боротьбою почав займатися з 1983 року. До секції його привів дядько — Рубен Погосян, чемпіон України, неодноразовий призер чемпіонатів Радянського Союзу з вільної боротьби.
Перший успіх прийшов в дев'ять років — Давид виграв першість міста серед спортсменів свого віку. У 1990 році, в шістнадцять років виграв одну з останніх Спартакіад СРСР і його послали в складі збірної СРСР на чемпіонат світу серед юнаків до угорського міста Сомбатхей. На тому чемпіонаті Давид виграв усі поєдинки, не втративши жодного балу.
Був чемпіоном Радянського Союзу, спочатку серед юнаків, потім серед молоді.
Після розпаду СРСР, з 1991 року став виступати за збірну команду незалежної Грузії. Того ж року виграв чемпіонат СНД і відкритий чемпіонат Росії. У 1992 році виграв чемпіонат Європи серед молоді, а в 1994 році став другим на цьому турнірі.
Виступав за спортивний клуб «Шевардені» Горі. Тренер — Нугзар Схірелі. Після того, як у 1998 році Погосян став дворазовим чемпіоном Європи, його запросили виступати за спортивний клуб ЦСКА, у складі якого він у тому ж році виграв вже командну першість Європи.
Закінчив в 1996 році економічний факультет Горійського інституту. У тому ж році вступив на другий курс Академії спорту в Тбілісі, яку закінчив в 1999 році.
Після закінчення кар'єри борця перейшов на тренерську роботу. Тренує жіночу збірну команду Грузії з вільної боротьби.

## Спортивні результати на міжнародних змаганнях

### Виступи на Олімпіадах
| Змагання                    | Збірна | Вагова категорія          | Місце |
| --------------------------- | ------ | ------------------------- | ----- |
| Літні Олімпійські ігри 2000 | Грузія | вільна боротьба, до 58 кг | 5     |
| Літні Олімпійські ігри 2004 | Грузія | вільна боротьба, до 60 кг | 5     |

### Виступи на Чемпіонатах світу
| Змагання                        | Збірна | Вагова категорія          | Місце  |
| ------------------------------- | ------ | ------------------------- | ------ |
| Чемпіонат світу з боротьби 1994 | Грузія | вільна боротьба, до 62 кг | 11     |
| Чемпіонат світу з боротьби 1998 | Грузія | вільна боротьба, до 58 кг | 11     |
| Чемпіонат світу з боротьби 1999 | Грузія | вільна боротьба, до 63 кг | 20     |
| Чемпіонат світу з боротьби 2001 | Грузія | вільна боротьба, до 58 кг | Бронза |
| Чемпіонат світу з боротьби 2002 | Грузія | вільна боротьба, до 60 кг | 5      |
| Чемпіонат світу з боротьби 2003 | Грузія | вільна боротьба, до 60 кг | 5      |
| Чемпіонат світу з боротьби 2006 | Грузія | вільна боротьба, до 60 кг | 7      |

### Виступи на Чемпіонатах Європи
| Змагання                         | Збірна | Вагова категорія          | Місце  |
| -------------------------------- | ------ | ------------------------- | ------ |
| Чемпіонат Європи з боротьби 1994 | Грузія | вільна боротьба, до 62 кг | 20     |
| Чемпіонат Європи з боротьби 1997 | Грузія | вільна боротьба, до 58 кг | Золото |
| Чемпіонат Європи з боротьби 1998 | Грузія | вільна боротьба, до 58 кг | Золото |
| Чемпіонат Європи з боротьби 1999 | Грузія | вільна боротьба, до 63 кг | 7      |
| Чемпіонат Європи з боротьби 2000 | Грузія | вільна боротьба, до 63 кг | 7      |
| Чемпіонат Європи з боротьби 2003 | Грузія | вільна боротьба, до 60 кг | 4      |

### Виступи на інших змаганнях
| Змагання                                                     | Збірна | Вагова категорія          | Місце  |
| ------------------------------------------------------------ | ------ | ------------------------- | ------ |
| Олімпійський кваліфікаційний турнір з боротьби 2000 (Мінськ) | Грузія | вільна боротьба, до 63 кг | 5      |
| Олімпійський кваліфікаційний турнір з боротьби 2000 (Токіо)  | Грузія | вільна боротьба, до 63 кг | Золото |
| Олімпійський кваліфікаційний турнір з боротьби 2000 (Мехіко) | Грузія | вільна боротьба, до 63 кг | Золото |

### Виступи на змаганнях молодших вікових груп
| Змагання                                      | Збірна | Вагова категорія          | Місце  |
| --------------------------------------------- | ------ | ------------------------- | ------ |
| Чемпіонат Європи з боротьби серед молоді 1992 | Грузія | вільна боротьба, до 57 кг | Золото |
| Чемпіонат Європи з боротьби серед молоді 1994 | Грузія | вільна боротьба, до 62 кг | Срібло |